# لیمنوس
لیمنوس (به یونانی: Λήμνος) یکی از جزیره‌های یونان است که در دریای اژه قرار دارد. این جزیره که خود یک شهرستان است، قسمتی از استان اژه شمالی نیز می‌باشد. این جزیره مسکونی با وسعت ۴۷۷ کیلومتر مربع و جمعیت ۱۶٬۹۹۲ نفر، هشتمین جزیره بزرگ کشور یونان است. این جزیره یکی از بزرگ‌ترین تولیدکنندگان زیتون، بادام و کدو تنبل در یونان است. همچنین این جزیره دارای یک نوع درخت انجیر منحصر به فرد است که ریشه‌های آن به جای رشد در زیر زمین بر روی تنه درخت (به اصطلاح ریشه هوایی) رشد می‌کنند.

## تاریخ
با کشف ابزار سنگی در این جزیره توسط باستان‌شناسان و سن‌سنجی این مجموعه تاریخی، دیرینهٔ این شهر به دوران فراپارینه سنگی می‌رسد که این امر نشان می‌دهد که این جزیره یکی از زیستگاه‌های بشر نخستین و شکارچی-گردآورنده در دوران فرا پارینه سنگی بوده‌است.
این جزیره در قرون وسطی یکی از اهداف حملات مسلمانان به اروپا بود که به همین خاطر در آن دوره در جزیره لیمنوس چندین دژ سنگی برای پشتیبانی از شهر ساخته شده‌بود. این جزیره در طول جنگ صلیبی چهارم یکی از اردوگاه‌های مهم سربازان مسیحی بود که به جنگ با مسلمانان در سرزمین‌های اسلامی اعزام می‌شدند.

در زمان سقوط شهر قسطنطنیه این جزیره به دستور امپراتوری عثمانی به خانواده قدرتمند گتیلوسی واگذار و تبدیل به بخشی از تقسیمات لسبوس که خود قسمتی از خاک عثمانیان شده‌بود، گردید. این جزیره در ۸ اکتبر ۱۹۱۲ در جنگ نخست بالکان بار دیگر با رهبری دریاسالار پاولوس کونتوریوتیس به تقسیمات ارضی کشور یونان بازگشت.